# Walter Marshall, Baron Marshall of Goring
Walter Charles Marshall, Baron Marshall of Goring (* 5. März 1932 in Rumney, Cardiff; † 20. Februar 1996 in London) war ein britischer theoretischer Physiker und Manager in der britischen Energiewirtschaft.
Marshall studierte an der University of Birmingham, wo er bei Rudolf Peierls 1954 promoviert wurde. Danach war er ab 1954 in der Theorie-Abteilung des Atomic Energy Research Establishment (AERE) in Harwell. 1960 wurde er als Nachfolger von Brian Flowers Leiter der Theorieabteilung und 1966 bis 1975 Direktor des AERE. Er war ab 1974 Chefwissenschaftler im britischen Energieministerium, bis er diesen Posten 1977 unter dem Labour-Politiker Tony Benn verlor in einer Auseinandersetzung über Strompreise für ärmere Bevölkerungsschichten.
Er war ein energischer Befürworter der Kernenergie und ab 1981 Chairman der United Kingdom Atomic Energy Authority sowie ab 1983 Chairman des Central Electricity Generating Board (CEGB).  Das blieb er bis zur Auflösung des CEGB 1989 im Rahmen der Privatisierungen bei den britischen Stromversorgern. Im selben Jahr wurde er Chairman von National Power, die aus der Privatisierung des CEGB entstand. Er trat von diesem Posten 1989 zurück, als die Kernenergiekomponente aus National Power und allgemein aus der Privatisierung auf staatlichen Druck ausgegliedert wurde und hatte danach verschiedene Positionen in der britischen Kernenergieindustrie. Er war Berater in Japan, wo er hohes Ansehen genoss, und in der Versicherungsindustrie. Seine alte Rolle als öffentlicher Exponent der Kernenergie in Großbritannien erlangte er aber nicht wieder.
1982 wurde er geadelt. Wegen seines Einsatzes während der britischen Bergarbeiterstreiks Mitte der 1980er Jahre, die Stromversorgung des Landes aufrechtzuerhalten (Keep lights on Kampagne), wurde er am 22. Juli 1985 von Margaret Thatcher zum Life Peer mit dem Titel Baron Marshall of Goring, of South Stoke in the County of Oxfordshire erhoben. Mit dem Titel war ein Sitz im House of Lords verbunden.
Nach der Nuklearkatastrophe von Tschernobyl trat er ebenso energisch Befürchtungen der Öffentlichkeit entgegen, indem er auf den Design-Unterschied und unterschiedliche Sicherheitsstandards zu westlichen Kernkraftwerken hinwies. Als Konsequenz war er 1989 einer der Gründer der World Association of Nuclear Operators (WANO), deren erster Chairman 1989 bis 1993 er war und die weltweit die Sicherheitsstandards erhöhen sollte (auch in der Sowjetunion).
1971 wurde er Fellow der Royal Society und 1977 auswärtiges Mitglied der Königlich Schwedischen Akademie der Ingenieurwissenschaften. 1973 wurde er CBE.
Er war seit 1955 mit Ann Sheppard verheiratet und hatte einen Sohn und eine Tochter.